# P-38 Lightning
</includeonly>

Lockheed P-38 Lightning este un avion de vânătoare din Al Doilea Război Mondial proiectat de Hall Hibbard și Kelly Johnson pentru firma  americană Lockheed. Primul prototp al unui P-38 a efectuat primul său zbor la 27 ianuarie 1939.
Avionul de vânătoare are un aspect distinctiv având două motoare la distanță, carlinga avionului în nacela centrală, iar în botul avionului se află atât tunul, cât și mitralierele.
Rolurile avionului:
- bombardament în picaj
- bombardament
- atac la sol
- recunoaștere[1]
- escortă bombardiere la mare distanță când e echipat cu rezervoare suplimentare.

P-38 Lightning a repurtat cele mai mari succese în Teatrul de Operațiuni din Pacific și în zona de operații China-Burma-India unde cu acest avion au apărut cei mai mari ași americani: Richard Bong (40 victorii aeriene) și Thomas McGuire (38 victorii).
Până la apariția în număr mare a avionului de vânătoare P-51D Mustang, P-38 a fost principalul avion de vânătoare cu rază lungă de acțiune. 

### Structura avionului Lockheed P-38
Avionul Lockheed P-38 avea o structură particulară. Era bimotor, cu două fuzelaje și cu două ampenaje.
Acest design era menit să reducă rezistență la înaintare parazită și să permită în același timp amplasarea cât mai eficientă în interiorul fuzelajului a turbocompresorului și a celorlalte echipamente auxiliare. Fiecare din cele două fuzelaje ale avionului adăpostea în ordine, începând cu partea anterioară, motorul, trenul de aterizare, turbocompresorul și, radiatorul, acesta ocupând trei sferturi din volumul său. Această abordare era extrem de diferită față de cea a avioanelor monomotor, proiectate în stil tradițional, al căror fuzelaj exterior era aproape în întregime gol.
În gondola centrală se află carlingă, iar în partea din față a acesteia ce află dispus armamentul și jamba anterioară a trenului de aterizare. Concentrarea întregului armament al aeronavei pe botul său era rezultatul unei structuri extrem de bine gândite, cu un nivel ridicat de eficiență.
Cele două turbocompresoare erau montate pe mijlocul celor două fuzelaje astfel încât să permită poziționarea cât mai eficientă a radiatoarelor intermediare. Acestea aveau rolul de a răci aerul aspirat în fuzelaj, a cărui temperatură creștea din cauza compresorului de supraalimentare. Radiatoarele intermediare au cunoscut o varietate de structuri și dispuneri de-a lungul evoluției avionului. Cele din prima fază de dezvoltare, până la P-38 H, aveau o formă destul de aerodinamică, spre deosebire de cele din a două fază, proiectate astfel încât să contribuie la creșterea puterii motorului. Radiatoarele se regăseau în porțiunea bombată din partea posterioară a celor două fuzelaje și, deși formă lor nu părea chiar atât de aerodinamică, rezistența la înaintare nu era foarte ridicată.
Trenul de aterizare al aeronavei P-38 nu avea în componența să o bechie, ci o roată de bot. Motivul acestei alegeri a fost o rezistență mecanică mare a porțiunii corespunzătoare bechiei, care nu ar fi permis atașarea cu ușurință a acesteia. Rezultatul a fost obținerea unui tren de aterizare de o excelentă rezistență și stabilitate. Trebuie, de asemenea, să menționăm capacitatea de încărcare cu armament, de-a dreptul fantastică, pe care a atins-o Lockheed la ultimul model, capabil să susțină două bombe a câte 910 kg fiecare.